# Sauna

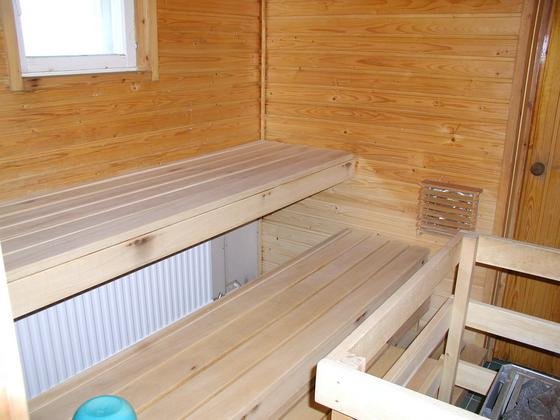
Typická domácí finská sauna

Sauna je původní finské slovo označující malé stavení nebo místnost, která se po vytopení používá jako ohřívárna při saunování. Vnitřek sauny je velmi dobře izolovaný od okolí a vykládaný dřevem, které působí dobře na psychiku člověka. V sauně jsou saunová kamna (kiuas), která obvykle vyhřejí místnost na teplotu od 60 do 120 °C, ale lze nalézt sauny i o teplotě 130 až 140 °C. Ve finské sauně jsou na kamnech kameny, na které se čas od času nalévá voda, aby vzniklá pára na chvíli zvýšila vlhkost vzduchu. Vlhkost vzduchu v sauně je obvykle relativně malá, několik desítek procent.
V saunových kamnech se obvykle topí dřevem, ale velmi častá jsou elektrická kamna, zejména v bytech. Někdy je možno se setkat i s naftovými kamny.
Primitivní sauna může fungovat bez použití saunových kamen. Základem je opět dobře izolovaná stavba, která je ale vytápěna kameny, rozžhavenými venku v otevřeném ohni. To je nejspíš i původní princip vytápění sauny.
Infrasauna využívá k přímému ohřívání těla infračervené záření.

## Saunování

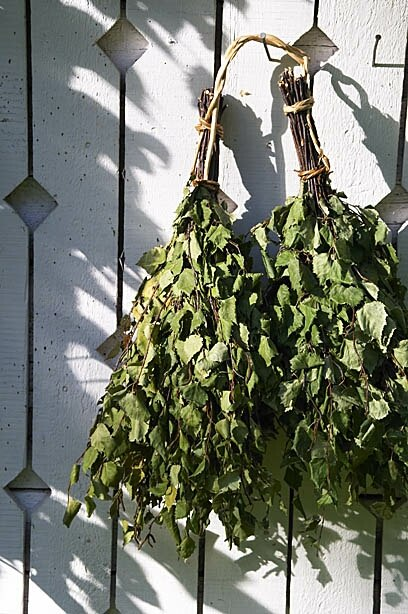
Březová metla – vihta

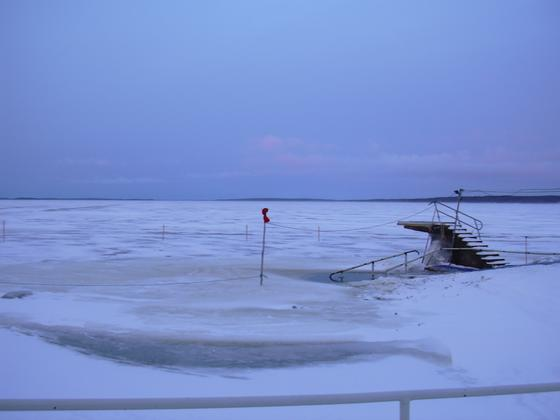
Díra v ledu (avanto) na jezeře Näsi

Ohřátí těla nad normální tělesnou teplotu je příjemné a relaxující. V sauně se uvolňují unavené svaly a zklidňuje stresovaný mozek, protože tělo do krve vyplavuje úlevu přinášející látky jako jsou endorfiny. Neexistuje žádná doporučená doba, po kterou se máte vyhřívat. Platí zde zlaté pravidlo dokud se vám to líbí, přesto je nutno dbát na pocity pálení nosu a kůže obličeje a zvýšeného pocitu horka. Obvykle k němu dochází kolem 15 minut podle teploty vzduchu v prohřívárně sauny. Každé předržení jak v horku tak v chladu je riziková záležitost. Pro lepší pocit ze saunování se saunující ve Finsku často šlehají březovými metlami s listím (finsky vihta nebo vasta). Přivádějí si jím více tepla na kůži a vdechují éterické látky z rozdrcených březových listů. V České republice se k prokrvení kůže používají různé pomůcky (kartáče, žínky) a hlavně cílená automasáž.
Ochlazení těla po ohřátí v sauně se provádí buď prostým pobytem na studeném vzduchu nebo lépe prudkým snížením teploty pomocí sprchy či nejlépe skokem do jezera či bazénu. Skoky do vody se provádějí běžně, i když je vodní hladina zamrzlá. V tomto případě se do ledu vyseká díra, tzv. „avanto“. I přesto, že to tak nevypadá, prudké ochlazení vyvolává příjemné pocity. V České republice je finské jezero nahrazováno v saunách ochlazovacím bazénkem a vzdušným prostorem. Skoky do vody po hlavě se nedoporučují starším lidem a nemocným s vysokým krevním tlakem.
Prudké ohřátí a ochlazení těla se opakuje několikrát. Obvyklé pravidlo dokud se vám to líbí je dodržováno i zde. Pravidelné saunování výrazně zlepšuje imunitní systém člověka[zdroj?] a vůbec zlepšuje život člověka, proto je často velmi doporučováno.[zdroj?]
Finové se saunují většinou nazí. Nudita je povinná z hygienických důvodů ve veřejných saunách po většině zemích světa a výhodná z fyziologických důvodů, protože nejlépe umožňuje ochranu kůže vůči horku. Pouze v případě, že sauna je veřejná a smíšená, je vhodné si dopředu zjistit, zda se používají plavky, abyste se nedopustili faux pas. Ručníky se v sauně většinou nepoužívají, jen by překážely. V České republice je naopak povinné používat dostatečně velké ručníky či osušky, aby si saunující na ně mohl položit i nohy, případně si jimi podložit záda. Nicméně po saunování je více než vhodné se utřít do sucha. Běžným doplňkem je saunová čepice, která chrání vlasy před horkem, i když ve skutečnosti se vlasy a kůže hlavy dokážou ubránit vlivu horka naprosto dostatečně.

## Zdravotní přínosy saunování
Sauna je druhem termoterapie tedy léčebné metody, která využívá příznivé účinky mírného přehřátí tkání či celého organismu. Dalšími druhy termoterapie jsou termální koupele, parafinové zábaly nebo prosté napařování nohou. Termoterapie funguje na principu Hormeze, tedy příznivého účinku mírné zátěže na organismus, která posiluje odolnost organismu, zpomaluje jeho stárnutí a chrání před civilizačními chorobami. Tou zátěží je v tomto případě přehřátí organismu nad normální tělesnou teplotu (zhruba na 39 °C). Klinické studie ukázaly, že sauna může snižovat hladiny cukru u diabetiků, posilovat srdce a tím bránit jeho selhání u kardiaků, dále zlepšovat prokrvení organismu a tím zlepšovat třeba hojení obtížně hojitelných ran a v neposlední řadě příznivě působí na psychiku člověka. Zatím žádná známá studie nezkoumala vliv saunování na dlouhověkost, rakovinu nebo imunitu člověka. Saunování v době těhotenství či kojení není problém. Názor, že saunování snižuje plodnost mužů je pravdivé jen částečně. Saunování sice snižuje množství spermií, ale ne tak, aby ohrozilo plodnost. Navíc, tento stav se po 3 měsících vynechání sauny upraví.

## Omezení pro saunující
Saunování se nedoporučuje při chorobách srdce a krevního oběhu, klinické studie však ukazují, že mírné rozumné saunování může kardiakům naopak velmi prospět. I pro zběhlé návštěvníky sauny ale může být dlouhodobý pobyt v roztopené sauně nebezpečný. Při kožních chorobách je nutno se poradit s lékařem. Rozhodně není vhodné s takovouto chorobou chodit do veřejné sauny. Do sauny by neměl chodit ani člověk s horečkou, neboť jeho termoregulační systém je narušen. Kromě toho by mohl nakazit spolusaunující.
Ačkoliv sauna uvolňuje, je to pro tělo extrémní zátěž, a tak se nedoporučuje, aby člověk chodil do sauny velmi unavený nebo nevyspalý. Člověk by neměl být ani hladový nebo naopak přejezený. Stejně tak by neměl mít žízeň.
Protože se člověk během saunování hodně potí, je nutno tělu dodávat dostatečné množství tekutin, v čemž je vhodné pokračovat i po skončení saunování. Finové v sauně běžně popíjejí i alkoholické nápoje, ačkoli se to většinou nedoporučuje, neboť se člověk v sauně velmi snadno opije.
Při saunování dětí je nutno brát v potaz jejich malé tělo a větší vnímavost vůči změnám teploty. Proto by se neměly saunovat v příliš teplých saunách nebo se vystavovat velkým změnám vlhkosti. Je možno vzít do sauny i několikaměsíční dítě. Je ale třeba být velmi opatrný, protože malé dítě ještě nedokáže dobře ovládat svoji tělesnou teplotu a hrozí jeho přehřátí.
Do sauny by neměly chodit osoby s onemocněním srdce. Srdeční tep se v sauně zvyšuje o 30–75 %.

## Jak se správně saunovat
Před prvním vstupem do potírny se umyjte mýdlem a osprchujte. Před každým vstupem do potírny setřete vodu z povrchu těla, sauna není pára! Do sauny vezměte jen ručník a žádné oblečení, na které si sednete nebo lehnete a masážní houbu nebo kartáč, ne z umělých vláken. V sauně dýchejte jen ústy. Suchý vzduch při dýchání nosem vysušuje sliznici a způsobuje bolest hlavy. Při pocení masírujte povrch těla. Po 8–15 minutách vyjděte z potírny, opláchněte se pod sprchou a ochlaďte v bazénku, pokud možno i s hlavou. Poté nastává fáze odpočinku, která by měla trvat alespoň 15 minut a při které byste měli odpočívat, aby se vaše tělo dostalo na normální teplotu. Proceduru teplo, chlad, odpočinek opakujte třikrát, aby měla sauna účinek. Při saunování je nutné hodně pít, nejlépe čistou vodu, ale i minerálku, džus, chladný čaj, naprosto nevhodný je alkohol.

## Sauna jako kulturní dědictví

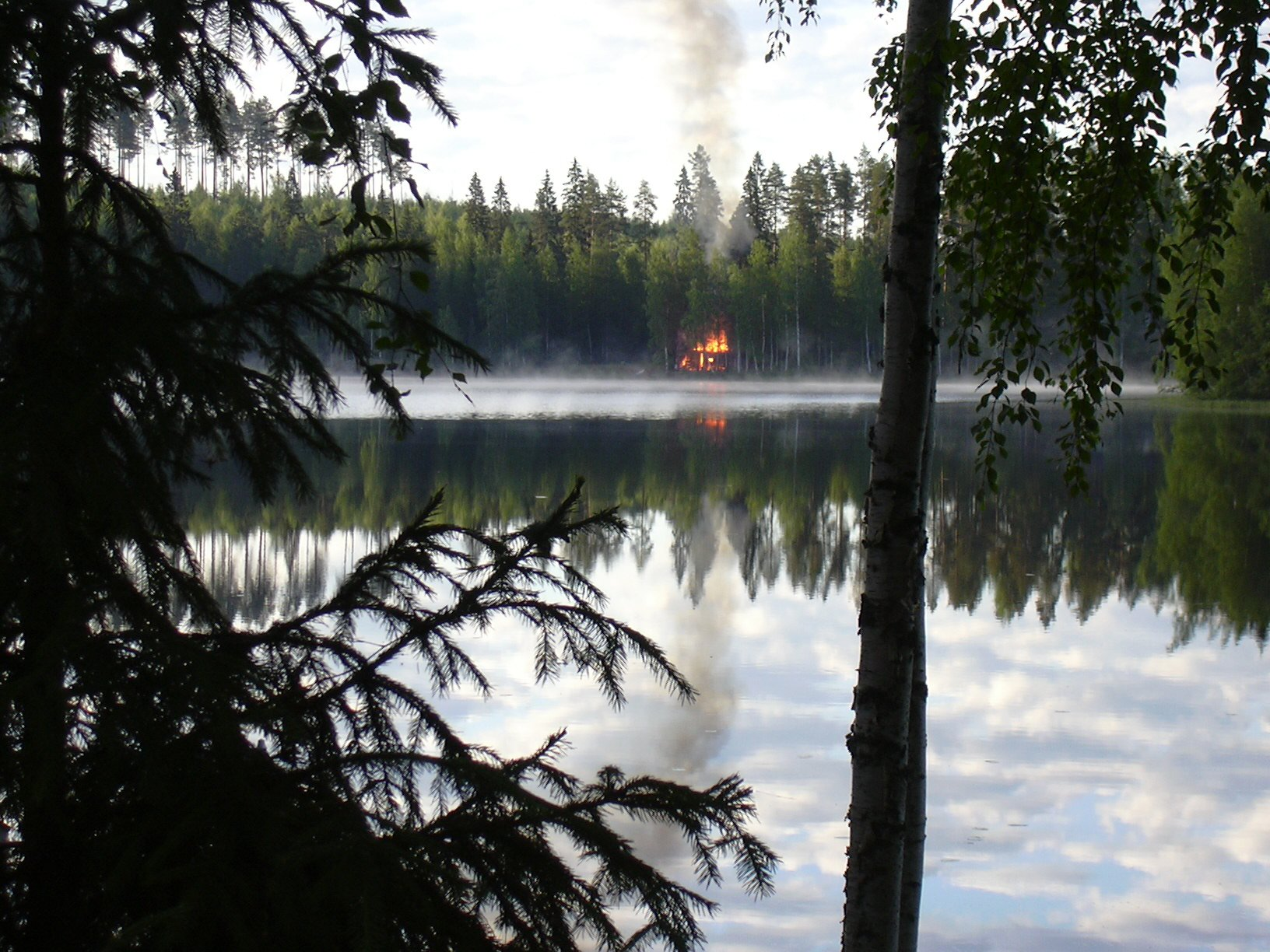
Hořící sauna je svým způsobem kulturní tragédie

Sauna je ve Finsku neodmyslitelnou součástí národní kultury. Prakticky je to stejně posvátné místo jako kostel. Považuje se proto za nevhodné se v nich hádat nebo nadávat. Sauny v různých variantách je možno nalézt po celém světě.
Ve Finsku je sauna běžným zařízením bytu zabudovaným do jádra vedle koupelny, a to i v mnohapodlažních domech. Díky tomu, že jsou ve Finsku velmi oblíbené chaty u jezer v přírodě, dá se říci, že v zemi je více saun než lidí. Přesto i ve Finsku jsou veřejné sauny. Do společných veřejných saun se ve Finsku zásadně chodí bez plavek.
Ve Finsku se sauna rozšířila masově až v druhé polovině 20. století, kdy přišla i do panelových domů do měst. Dnes ji má v domě nebo i bytě 4 z 5 finských domácností. Saunu má i většina finských firem nebo institucí. Nachází se ve finském parlamentu i na letišti v Helsinkách.

Ve Finsku je i nejhlouběji položená sauna na světě. Nachází se 1400 metrů pod zemským povrchem v dole v Pyhäsalmi, kde se těží zinek a měď.

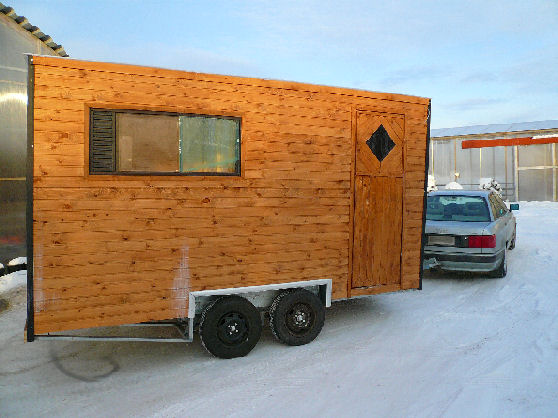
Sauna jako přívěs

Zvláštním finským koníčkem jsou sauny postavené na podvozku přívěsu za osobní automobil (kärrysauna). Obvykle jsou vyhřívány kamny na dřevo.
Ve Finsku existuje podle pověstí i saunový elf. Jmenuje se Saunatonttu a údajně umí kouzlit.

## Sauna ve světě
V České republice jsou rozšířené především dva druhy saun[zdroj?], které se však původní finské sauně nepodobají. První je tzv. pára, kde je teplota jen několik °C vyšší než je teplotou těla, ale vlhkost je prakticky stoprocentní. Díky tomu působí blahodárně při léčbě a prevenci dýchacích potíží. V takovéto sauně se velmi dobře prokrví podkoží, ale tělo se neprohřeje.
Druhým obvyklým druhem sauny bývá suchá sauna (též švédská), kde se teplota pohybuje okolo 100 °C, ale na kamna se nepřilévá voda. V zásadě se to nedoporučuje ani zkoušet, protože používaná kamna na to nebývají stavěná a hrozí zranění elektrickým proudem. Od tohoto druhu sauny se v dnešní době ustupuje, jelikož nevyužívá žádné vlhkosti a lidské tělo není schopné se zpotit.
Existují ovšem i sauny, kde se na kamna voda přilévá.
V Estonsku, jehož kultura je v mnohém blízká finské, je sauna (saun) právě takovou samozřejmostí, jako ve Finsku. Estonská sauna je stejná jako finská, bývá běžně součástí domácností, chybí jen v obytných budovách vystavěných za sovětského režimu.
V Rusku se staví podobné sauny jako jsou finské, je v nich však vzhledem k používání vody nejen na polévání kamenů, ale ve velkém množství i k mytí, mnohem větší vlhkost, čímž je ruská sauna snesitelnější i pro méně zkušené návštěvníky. V tradiční ruské sauně je s ohledem na velké množství používané studené vody obvykle pod prkennou podlahou jímka na odvod popř. vsakování přebytečné vody. Tradičním nápojem používaným v ruské sauně k doplňování tekutin je čaj. Ruská sauna se jmenuje baňa (баня).
V Turecku jsou běžné turecké lázně hamam, které se ale sauně moc nepodobají. Podobné byly i antické římské lázně.
V Japonsku je možno se setkat s lázněmi, kde je postup opačný než je tomu v sauně. Člověk se prudce ohřeje v horké vodě a pak se pomalu chladí na vzduchu.
Ve Švédsku jsou také sauny jako doma, jen obvykle nebývají tak teplé a je v nich nižší vlhkost.

## Historie sauny
Původ sauny je nejasný.

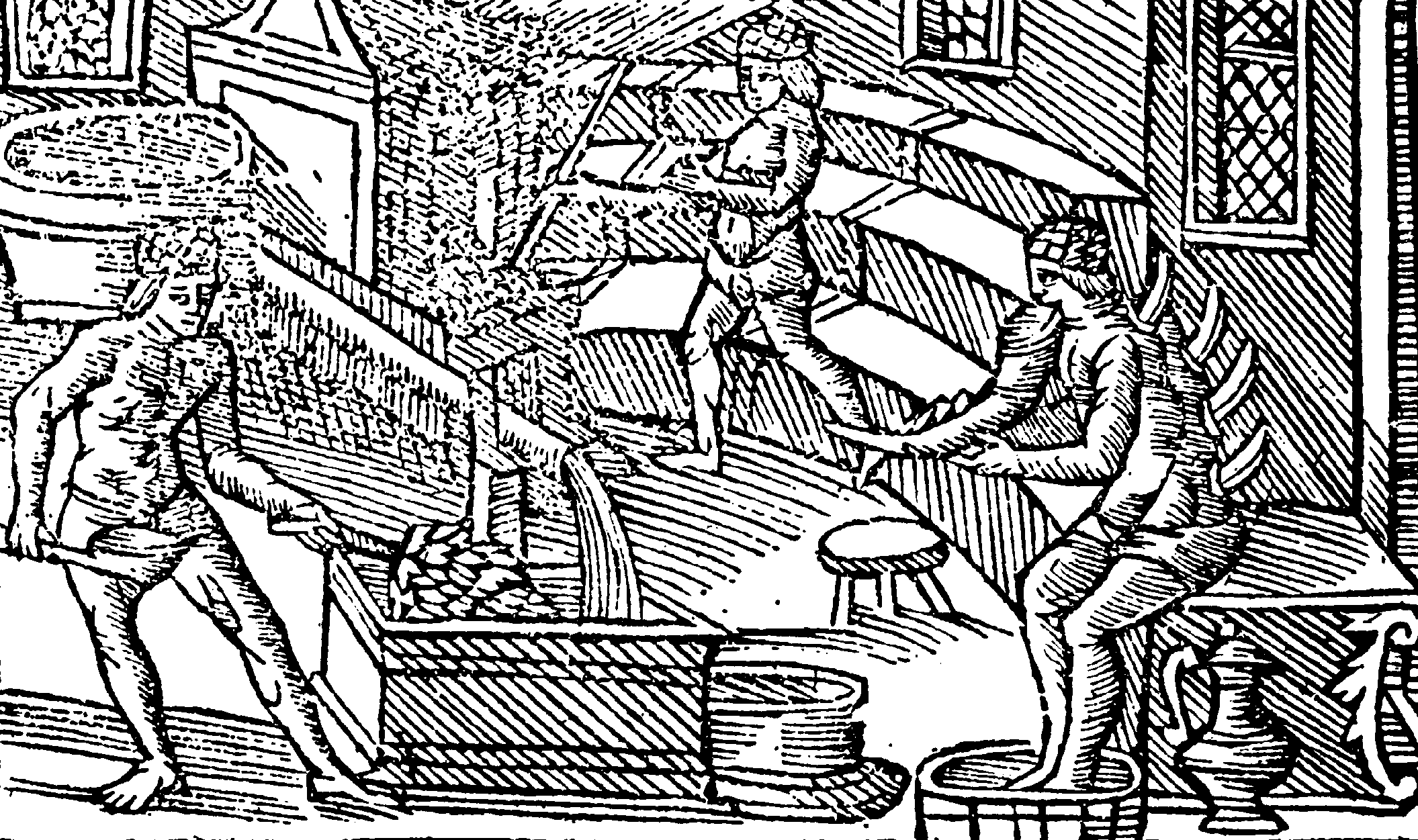
Sauna v 16. století na obrázku Olaua Magna

Ibráhím ibn Jákúb, člen poselstva kalifa al-Hakama, které prošlo Čechami v letech 965 a 966, popsal saunu Slovanů. Viděl dřevěné budky s trámy vycpanými mechem, v rohu kamna, nad nimiž je otvor ve stropě pro odcházející dým. Uvnitř byly nádrže s vodou, kterou se rozpálená kamna polévají. Lidé uvnitř pak věchýtky trávy rozhání vzduch. Pára z nich odstraní všechny stopy po vyrážce či vředech. Podobný záznam o existenci sauny uvedl ve svém spisu Život a umučení svatého Václava břevnovský mnich Kristián. Zde psal, že vůdce vrahů byl nalezen ležíc v parní lázni, nazývané stuba, jizba.
První popisy sauny se objevují v 11. a 12. století. Ve středověku byla parní lázeň vcelku oblíbená v celé Evropě, ale přesto se v 16. století Klaus Magnus zmiňuje, že nikde není parní lázeň tak důležitá jako v severní Evropě. Veřejnou saunu měla prakticky každá vesnice. Pro Finy již tehdy byla součástí jejich každodenního života, místo, kde se setkávali a mluvili spolu. Zároveň byla sauna zřejmě i nejčistší místo ve vesnici, případně domě,[zdroj?] takže se používala například i při porodech.

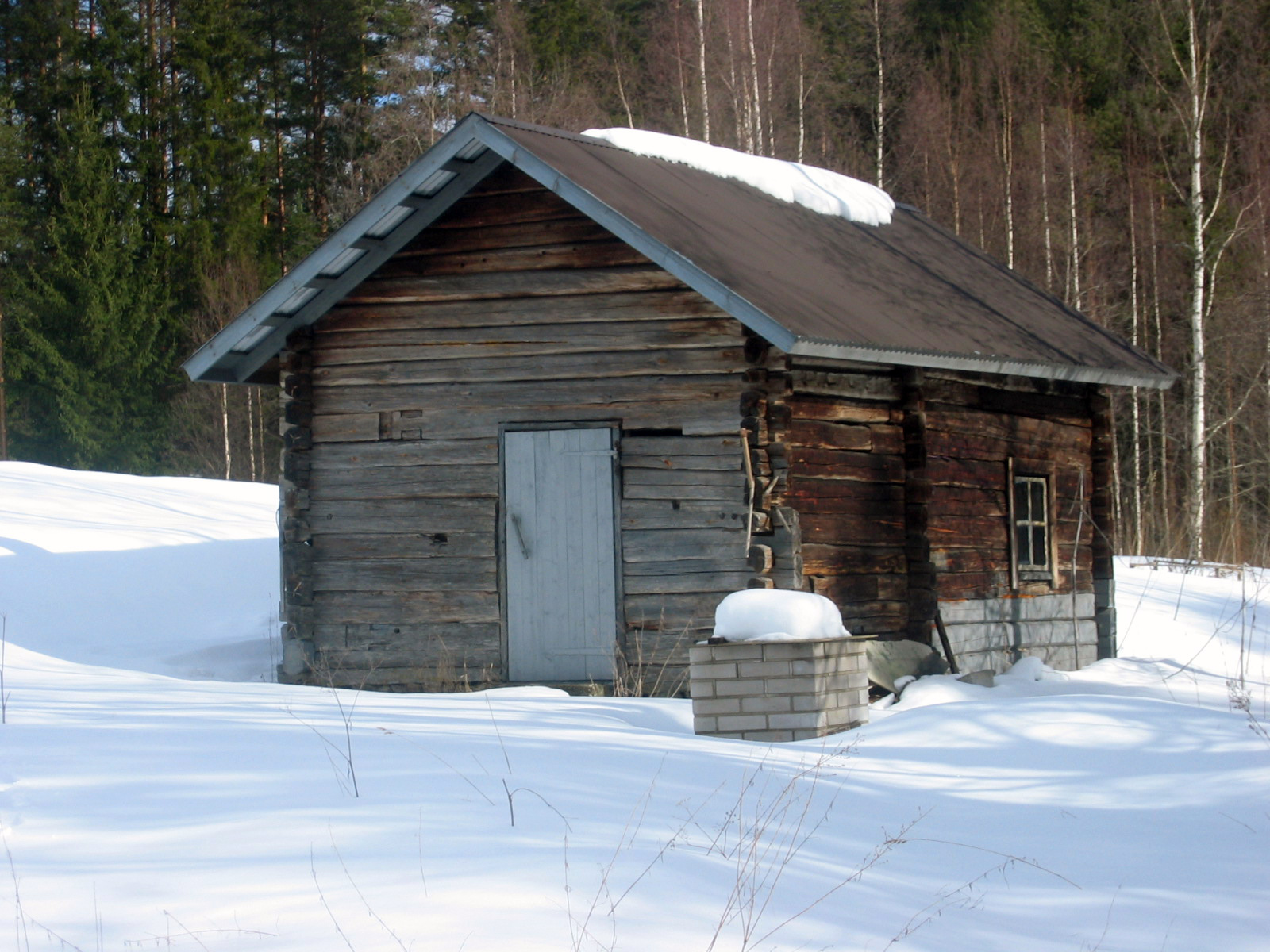
Kouřová sauna

Finská sauna se v těch dobách od dnešní sauny lišila. Byla to tzv. kouřová sauna (savusauna). Jejím hlavním znakem je, že je uvnitř celá černá od sazí, protože při jejím vyhřívaní se kouř valí z kamen do místnosti. Jakmile je velká zásoba kamenů v kamnech zahřátá, přestane se topit, sauna se umyje od sazí a může se začít saunovat. Ačkoli saze špiní, jsou sterilní. Dnes se s takovou saunou můžete stále setkat, i když relativně vzácně. Například nejstarší fungující veřejná sauna ve Finsku, Rajaportin sauna v Tampere, je sauna kouřová.
Ze zimní války se tradují humorné příběhy, kdy se finští vojáci ocitli nechtěně za frontovou linií, protože ta se posunula během doby, kdy se vojáci oddávali sauně, a poté bojovali s Rusy nazí.[zdroj?]